# Dunărea Galați în sezonul 2009-2010
Sezonul 2009-2010 este al șaselea sezon în liga a II-a, după ce echipa s-a reîntors din liga a III-a. Un sezon mai complicat din păcate care se lasă cu schimbări din cauza faptului că echipa a avut goluri puține în acest sezon. Antrenor este Stelian Bordeianu inițial dar acesta este înlocuit cu Aurelian Brașoveanu și după el cu Viorel Tănase.

## Echipă
| Nr. |         | Poziție | Jucător            |
| --- | ------- | ------- | ------------------ |
| -   | România | P       | Marius Mindileac   |
| -   | România | P       | Nicușor Măstăcan   |
| -   | România | P       | Silviu Posteucă    |
| -   | România | F       | Sebastian Agache   |
| -   | România | F       | Ionuț Bozean       |
| -   | România | F       | Alexandru Cristea  |
| -   | România | F       | Stelian Cucu       |
| -   | România | F       | Cristian Căldăraru |
| -   | România | F       | Cristian Fodor     |
| -   | România | F       | Emil Cristian      |
| -   | România | F       | Claudiu Velescu    |
| -   | România | F       | Daniel Cristescu   |
| -   | România | F       | Daniel Popescu     |
| -   | România | F       | George Dima        |
| -   | România | F       | Marian Marin       |
| -   | România | M       | Valentin Ioviță    |
| -   | România | M       | Valentin Munteanu  |
| -   | România | M       | Ionuț Cioinac      |
| -   | România | M       | Eduard Bica        |
| -   | România | M       | George Jecu        |
| -   | România | M       | Cristian Eni       |
| -   | România | M       | Andreas Popescu    |
| -   | România | M       | Andrei Grosu       |
| -   | România | M       | Adrian Murar       |
| -   | România | M       | Adrian Pribac      |
| -   | România | M       | Cosmin Huhulea     |
| -   | România | A       | Ionuț Enache       |
| -   | România | A       | Narcis State       |
| -   | România | A       | George Cârjan      |
| -   | România | A       | Marius Neculai     |
| -   | România | A       | Florin Fărcășanu   |
| -   | România | A       | Dragoș Patrichi    |
| -   | România | A       | Ștefan Adamache    |

## Transferuri

### Sosiri
| Post | Jucător | De la echipa | Suma de transfer | Dată |  | ---- |
| ---- | ------- | ------------ | ---------------- | ---- |  | ---- |

### Plecări
| Post | Jucător | De la echipa | Suma de transfer | Dată |  | ---- |
| ---- | ------- | ------------ | ---------------- | ---- |  | ---- |

Clasamentul după 34 de etape se prezintă astfel:

## Seria II

### Rezultate
| Victorii | Egaluri | Înfrângeri | Cea mai mare victorie | Cea mai mare înfrangere |

### Sezon intern
| 1  | FC Delta Tulcea              | Dunărea Galați               |  | 3-0 |
| 2  | Dunărea Galați               | CSM Râmnicu Sărat            |  | 1-0 |
| 3  | CS Tricolorul Breaza         | Dunărea Galați               |  | 0-1 |
| 4  | Dunărea Galați               | FC Steaua II București       |  | 0-0 |
| 5  | Gloria Buzău                 | Dunărea Galați               |  | 2-1 |
| 6  | Dunărea Galați               | FC Dunărea Giurgiu           |  | 0-1 |
| 7  | CS Concordia Chiajna         | Dunărea Galați               |  | 0-1 |
| 8  | Dunărea Galați               | FC Victoria Brănești         |  | 1-3 |
| 9  | FC Petrolul Ploiești         | Dunărea Galați               |  | 5-0 |
| 10 | Dunărea Galați               | FC Snagov                    |  | 1-0 |
| 11 | Sportul Studențesc București | Dunărea Galați               |  | 2-0 |
| 12 | Dunărea Galați               | FC Farul Constanța           |  | 0-1 |
| 13 | FC Botoșani                  | Dunărea Galați               |  | 1-0 |
| 14 | Dunărea Galați               | FC Cetatea Suceava           |  | 4-0 |
| 15 | SC Dinamo II București       | Dunărea Galați               |  | 0-2 |
| 16 | Dunărea Galați               | FCM Bacău                    |  | 0-0 |
| 17 | CS Săgeata Stejaru           | Dunărea Galați               |  | 1-0 |
| 18 | Dunărea Galați               | FC Delta Tulcea              |  | 0-0 |
| 19 | CSM Râmnicu Sărat            | Dunărea Galați               |  | 1-3 |
| 20 | Dunărea Galați               | CS Tricolorul Breaza         |  | 3-0 |
| 21 | FC Steaua II București       | Dunărea Galați               |  | 1-0 |
| 22 | Dunărea Galați               | Gloria Buzău                 |  | 0-0 |
| 23 | FC Dunărea Giurgiu           | Dunărea Galați               |  | 1-0 |
| 24 | Dunărea Galați               | CS Concordia Chiajna         |  | 2-2 |
| 25 | FC Victoria Brănești         | Dunărea Galați               |  | 2-0 |
| 26 | Dunărea Galați               | FC Petrolul Ploiești         |  | 0-2 |
| 27 | FC Snagov                    | Dunărea Galați               |  | 3-0 |
| 28 | Dunărea Galați               | Sportul Studențesc București |  | 1-2 |
| 29 | FC Farul Constanța           | Dunărea Galați               |  | 2-2 |
| 30 | Dunărea Galați               | FC Botoșani                  |  | 2-1 |
| 31 | FC Cetatea Suceava           | Dunărea Galați               |  | 0-3 |
| 32 | Dunărea Galați               | SC Dinamo II București       |  | 4-2 |
| 33 | FCM Bacău                    | Dunărea Galați               |  | 0-3 |
| 34 | Dunărea Galați               | CS Săgeata Stejaru           |  | 2-1 |